# Gloslunde Kirke
Gloslunde Kirke är en kyrka som ligger omkring två kilometer öster om orten Dannemare på västra delen av ön Lolland.

## Kyrkobyggnaden
Kyrkan är uppförd i romansk stil under första hälften av 1200-talet. Vapenhus och sakristia är byggda i gotisk stil.
Kyrkan har en stomme av rött tegel och består av ett långhus med ett smalare kor i öster. Norr om koret finns sakristian och vid långhusets sydvästra sida finns vapenhuset. Fasaderna är vitkalkade och taket är belagt med rött tegel.
En fristående klockstapel av ekträ är byggd omkring år 1430.

## Inventarier
- Predikstolen i renässansstil är tillverkad omkring år 1590. Korgens bildfält har målningar föreställande de fyra evangelisterna.
- Altartavlan är målad år 1872 av Frederik Christian Lund. Motivet är Jesus i Getsemane örtagård.
- I vapenhuset finns en tidigare altartavla från år 1581 som saknar bilder, men har texter från Martin Luthers lilla katekes.

## Galleri

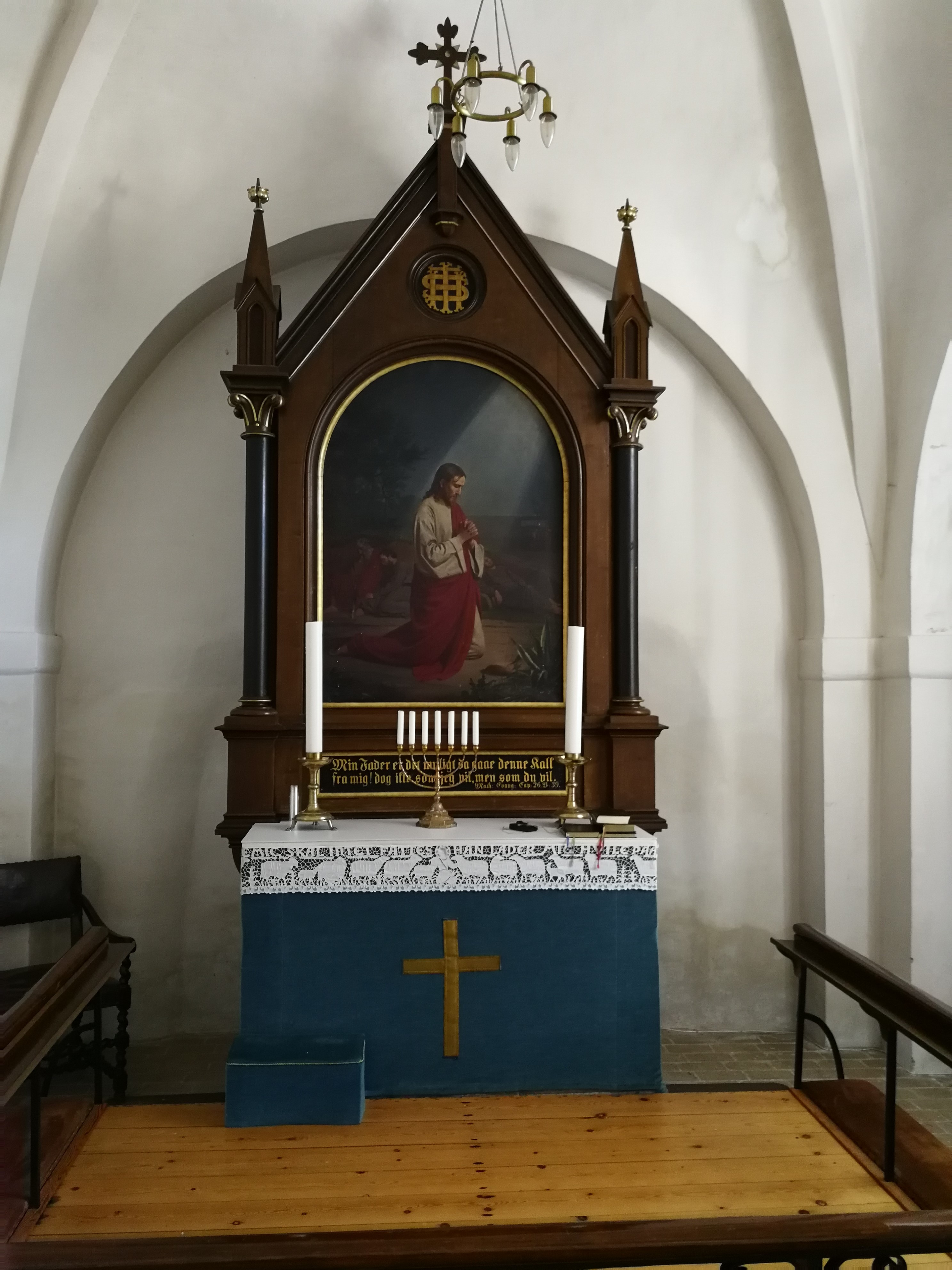
Altartavla.
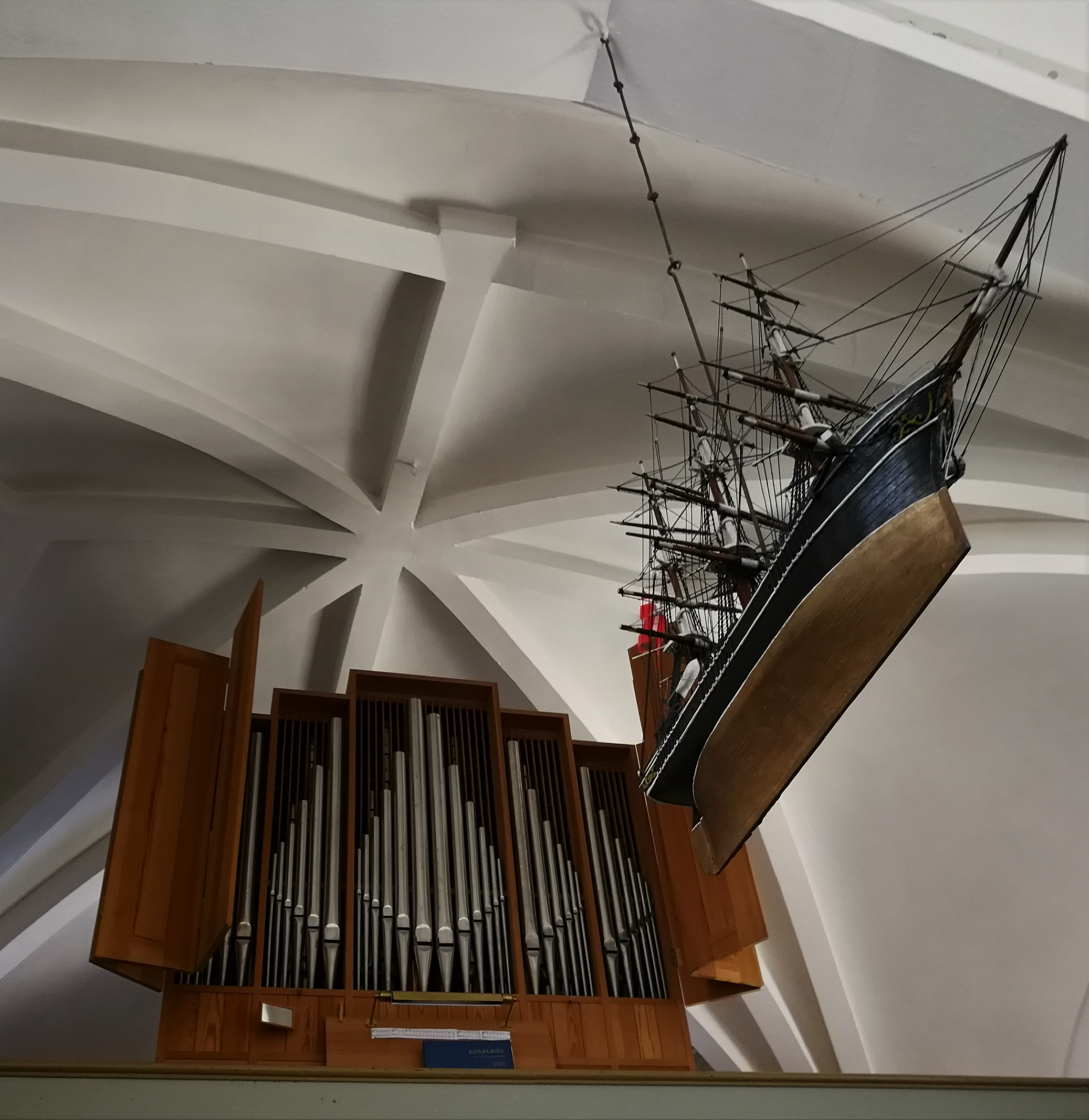
Orgel med votivskepp.
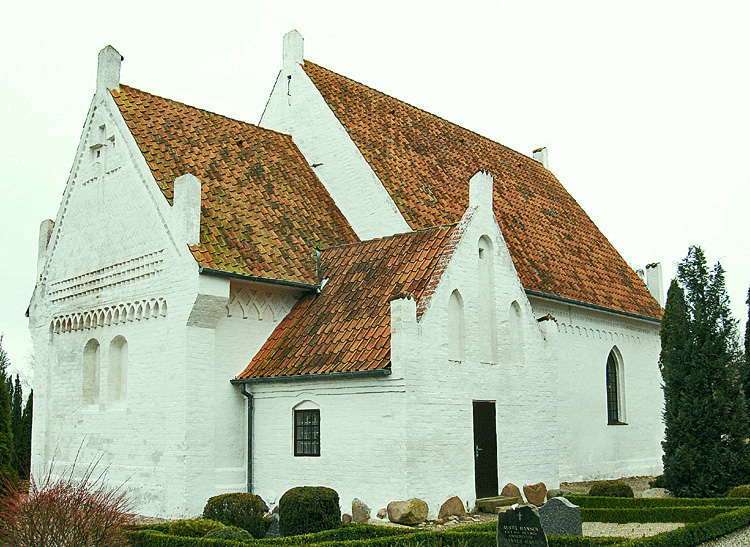
Kyrkan från nordost.